# Adriana Pichardo

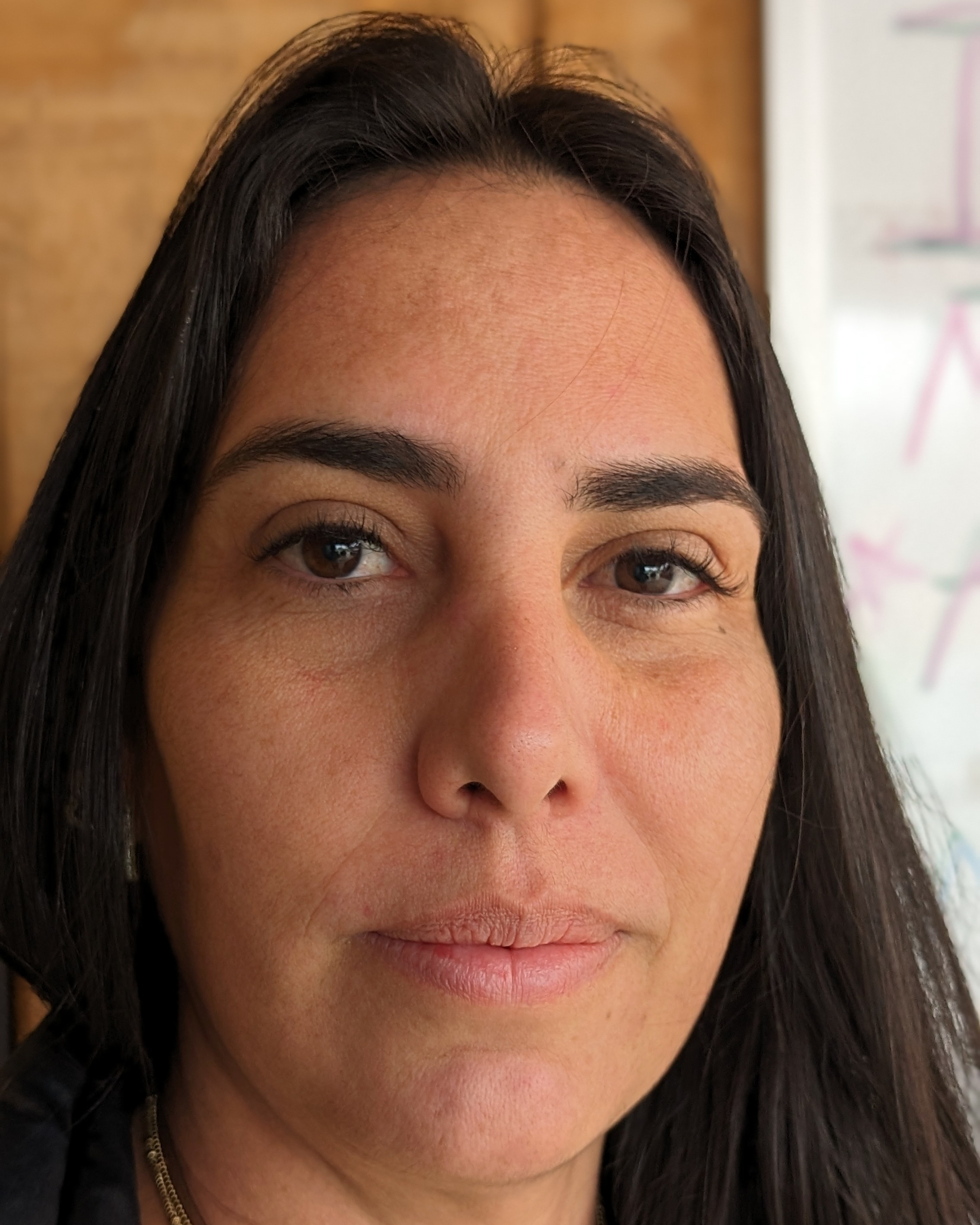
Adriana Pichardo

Adriana Pichardo Bello é uma política venezuelana. É deputada da Assembleia Nacional, representando o Distrito 4 do estado de Aragua como membro da Vontade Popular. Ela também faz parte da Comissão de Cidadania e Direitos Humanos do Mercosul.

## Infiltração em casa
Nas primeiras horas de 15 de outubro de 2018, cinco policias fortemente armados vestidos de preto entraram em sua casa sem um mandato de busca. As tropas foram identificadas como integrantes do Serviço Bolivariano de Inteligência Nacional (SEBIN), mas os vizinhos os identificaram como funcionários da Direção-Geral de Contra-espionagem Militar (DGCIM) pelas iniciais em uniformes e veículos. Um segurança do prédio pediu um mandato de busca, mas as tropas ameaçaram matá-lo. Entrando no apartamento de Pichardo, as tropas perguntaram sobre Ricardo Antich, soldado recentemente libertado após ser acusado de fazer parte do " Golpe Azul ". Pichardo explicou que só conhecia os seus parentes, a quem acompanhou como parte de seu dever como parlamentar do Mercosul de registar todas as violações de direitos humanos na Venezuela. Ela considerou a invasão uma "violação flagrante" da sua imunidade parlamentar.
 